# 미치지 않고서야
《미치지 않고서야》는 2021년 6월 23일부터 2021년 8월 26일까지 방송되었던 MBC 수목 드라마다.

## 프로그램 소개
격변하는 직장 속에서 살아남기 위해 몸부림치는 n년 차 직장인들의 치열한 생존기를 그린 드라마

## 제작진

### 제작사
- 주식회사 아이윌미디어 : MBC 주말 드라마 《사랑해서 남주나》, KBS 2TV 일일 드라마 《우아한 모녀》, KBS 2TV 수목 드라마 《그놈이 그놈이다》 제작

### 극본
- 정도윤

### 연출
- 최정인

## 등장 인물

### 주요 인물
- 정재영 : 최반석 역 - 인사팀 부장 (22년 차 개발자)

냉정한 이성, 따뜻한 감성, 여기에 개그 욕심까지 골고루 갖춘 60세까지 현역에서 개발자로 일하고 싶은 중년의 엔지니어.
- 문소리 : 당자영 역 - 인사팀 팀장

화통하고 털털하며 모든 일에 적극적이다. 인사팀이라는 가장 수동적인 부서에서 가장 능동적으로 일하는 워커홀릭. 한세권 전처.
- 이상엽 : 한세권 역 - 개발1팀 팀장

잘 생긴 얼굴, 달콤한 언변을 가진 사업부 내 엄친아, 당자영 전 남편. 서나리 연인.
- 김가은 : 서나리 역 - 상품기획팀 선임

배정탁 상무 처제, 한세권 연인.

### 연구동 사람들
- 김남희 : 신한수 역 - 품질보증팀 책임

상사들 뒷목 잡게 만드는 눈치 제로 프로 일침러
- 안내상 : 노병국 역 - 개발2팀 팀장

최반석, 팽수곤, 공정필 학교 선배이자 회사 선배, 연구동 최고령 하드웨어 개발자.
- 박성근 : 공정필 역 - 품질보증팀 팀장

최반석, 팽수곤과 함께 창인공전 삼총사
- 박원상 : 팽수곤 역 - 구매팀 팀장

최반석, 공정필과 함께 창인공전 삼총사, 별명은 오후 2시.
- 동현배 : 기정현 역 - 개발1팀 책임

계산 빠른 현실주의자이자 본인 손해 보는 일에 예민한 실속파 개발자
- 백민현 : 안준수 역 - 개발1팀 선임

학벌주의자 한세권 마음에 쏙 드는 고스펙을 소유하고 있지만 아직은 업무가 서툰 막내 개발자
- 김중기 : 고정식 역 - 연구동 센터장

창인공전 출신으로 센터장까지 올라간 권력 지향적 인물
- 오용 : 편동일 역 - 개발총괄실장

아부와 눈치만으로 실장 자리를 꿰찬 인물로 군소리 않고 늘 윗선에 지시에 따른다, 사업부 알짜배기 정보들을 발 빠르게 섭렵하는 기막힌 정보를 지녔다.
- 김윤서 : 정성은 역 - 개발2팀 선임

### 사무동 사람들
- 차청화 : 신정아 역 - 재무팀 계약직 대리

믿음, 소망, 사랑 중에 제일은 돈. 회삿돈의 씀씀이를 감시하는 재무팀 소속. 신한수 누나.
- 임현수 : 소상욱 역 - 인사팀 대리

멀쩡한 허우대, 친절한 성격 덕분에 연구동, 사무동 할 것 없이 직원들과 두루두루 친하다.
- 천희주 : 계보람 역 - 인사팀 사원

해 맑고 풋풋한 신입생 느낌이 물씬 풍기는 인사팀 막내
- 김진호 : 배정탁 역 - 사무동 상무

고정식 센터장과 경쟁하며 사업부 넘버원을 노리고 있는 욕심 많은 인물로 본사의 동향에 늘 촉각을 곤두세우고 있다, 상품기획팀 서나리와는 형부 처제 지간으로 한집에 살고 있다.
- 임일규 : 오재일 역 - 영업팀 부장

배정탁 상무의 충복, 연구동 개발자들과 종종 기싸움을 벌이는데 회사의 핵심은 영업부라고 생각하여 그 자부심이 대단하다.

### 본사 사람들
- 조복래 : 한승기 역 - 한명전자 사장

나이는 어리지만 말 한마디로 사람들을 긴장시키는 전형적인 꼰대 상
- 강주상 : 노재열 역 - 본사 경영전략본부 상무

한승기 사장의 신임을 받고 있는 본사 실세 임원
- 강연우 : 박훈정 역 - 본사 인사팀, 사장비서실 과장

사람 좋고 성격 좋지만 가끔씩 튀어나오는 입방정으로 자영에게 꼭 한 소리를 듣는 2% 부족한 인사쟁이.

### 그 외 인물
- 남능미 : 김 여사 역 - 반석의 어머니
- 최명길 : 최혜수 역 - 서나리 어머니
- 손예지 : 박다솜 역 - 구매팀 선임
- 이서준 : 안준수 역 - 전자회사 생활가전사업부 선임
- 구민혁 : 전명우 역 - 개발3팀장
- 김규도 : 차규원 역 - 개발3팀 선임
- 송섭 : 양형태 역 - 개발4팀장
- 이삼우 : 강민구 역 - 모터구동팀장
- 박진수 : 서윤택 역 - 경영전략본부 실장
- 정성훈 : 윤기준 역 - 상품기획팀 팀장
- 김예은 : 오혜연 역
- 박창우 : 동규 역
- 정예나 : 최선이 역
- 최윤정 : 당민영 역
- 천영훈 : 당순호 역
- 이혜지 : 김혜지 역
- 석하나 : 유지은 역
- 차영우 : 진성우 역
- 박동영 : 호프집 사장 역
- 추은경 : 조선영 역
- 정여준 : 길창환 역
- 최덕문 : 김영수 역
- 미상 : 헤드헌터 역
- 양재현 : 유우종 역
- 유정래 : 어해미 역
- 박근록 : 한승진 역

## 시청률
최저 시청률과 최고 시청률은 시청률 조사회사와 지역별로 시청률에 차이가 있을 수 있습니다.
| 2021년      | 2021년      | 2021년     | 2021년 |
| 회차        | 방송일      | AGB 시청률 |        |
| 회차        | 방송일      | 한국(전국) |        |
| ----------- | ----------- | ---------- | ------ |
| 제1회       | 6월 23일    | 3.0%       |        |
| 제1회       | 6월 23일    | 3.9%       |        |
| 제2회       | 6월 24일    | 2.7%       |        |
| 제2회       | 6월 24일    | 3.3%       |        |
| 제3회       | 6월 30일    | 2.7%       |        |
| 제3회       | 6월 30일    | 3.6%       |        |
| 제4회       | 7월 1일     | 3.0%       |        |
| 제5회       | 7월 7일     | 3.2%       |        |
| 제6회       | 7월 8일     | 3.0%       |        |
| 제7회       | 7월 14일    | 3.8%       |        |
| 제8회       | 7월 15일    | 2.7%       |        |
| 제9회       | 7월 21일    | 3.3%       |        |
| 제10회      | 7월 22일    | 3.3%       |        |
| 제11회      | 8월 11일    | 3.8%       |        |
| 제12회      | 8월 12일    | 3.7%       |        |
| 제13회      | 8월 18일    | 4.0%       |        |
| 제14회      | 8월 19일    | 3.6%       |        |
| 제15회      | 8월 25일    | 3.5%       |        |
| 제16회      | 8월 26일    | 4.3%       |        |
| 평균 시청률 | 평균 시청률 | 3.4%       |        |

## 수상 목록
- 2021년 2021 MBC 연기 대상 미니 시리즈 부문 남자 우수 연기상 - 이상엽

## 동시간대 드라마
- JTBC《월간 집》
- tvN 《슬기로운 의사생활 시즌2》

## 같이 보기
- 대한민국의 텔레비전 드라마 목록 (ㅁ)
- 2021년 대한민국의 텔레비전 드라마 목록